# Sebastian Ulmeanu
Sebastian Ulmeanu (* 18. Januar 1929 in Buzău; † 10. Juli 1979) war ein rumänischer Seeoffizier und Politiker der Rumänischen Kommunistischen Partei PCR (Partidul Comunist Român), der unter anderem von 1973 bis 1979 Kommandeur der Marine war und als solcher 1977 zum Vizeadmiral befördert wurde.

## Leben
Sebastian Ulmeanu besuchte von 1940 bis 1948 die Weiterführende Schule in Buzău und trat noch während des Schulbesuchs im Oktober 1947 der damaligen Kommunistischen Partei PCdR (Partidul Comunist din România) als Mitglied bei. Er absolvierte danach von 1948 bis 1950 eine Ausbildung zum Seeoffizier an der Militärschule für Seeoffiziere (Școala de Ofițeri de Marină) in Constanța und war von 1948 bis 1951 Mitglied einer Unterkommission zur Untersuchung von Parteimitgliedern. Er trat 1950 in die Marine (Marinei Militare Române) und war vom November 1950 bis 1951 Zugführer auf dem Zerstörer Mărășești und wurde dort 1951 zum Leutnant zur See (Locotenent) befördert. Im Anschluss war er von 1951 bis 1953 Chef der Personalabteilung der Donau-Flottille (Flotila de Dunăre) und besuchte daraufhin von 1953 bis 1956 die Marinesektion der Militärakademie (Academia Militară Generală), wobei er in dieser Zeit auch als Sekretär der Parteiorganisation der Marine-Fakultät fungierte. Im Anschluss blieb er an der Militärakademie und war von 1956 bis 1957 Lektor am Lehrstuhl für Taktik und Technik der Marine. Daraufhin fand er von 1957 bis Januar 1959 Verwendung als Kommandant des Zerstörers 2 der Zerstörer-Abteilung 418 (Divizionul 418 Distrugătoare) in Constanța sowie von Januar 1959 bis 1962 Chef des Stabes des Marinestützpunktes Constanța und des dortigen Militärhafens Nr. 12. Er absolvierte zudem ein Studium an der Fakultät für Philosophie der Akademie für Sozial- und Politikwissenschaften „Ștefan Gheorghiu“ und war von Mai 1962 bis Februar 1966 Kommandeur des Funktechnik- und Übertragungsregiments 110 sowie der Marineabteilung 42 in Mangalia.
1966 wurde Ulmeanu stellvertretender Kommandant der Marine für Kampftraining und Ausbildung und bekleidete diese Funktionen bis Dezember 1973. Er wurde zudem Mitglied des Obersten Politischen Rates der Streitkräfte und wurde 1970 zum Konteradmiral (Contraamiral) befördert. Am 13. Dezember 1973 wurde er als Nachfolger von Vizeadmiral Grigore Marteș, der am 4. Juli 1973 verstorben war, Kommandeur der (Marinei Militare Române) und bekleidete diese Funktion bis zum 21. März 1979, woraufhin Kapitän zur See Ioan Mușat seine Nachfolge antrat. Er wurde auf dem Elften Parteitag der PCR (24. bis 27. November 1974) zum Mitglied des Zentralkomitees der Rumänischen Kommunistischen Partei PCR (Partidul Comunist Român) gewählt und gehörte diesem Gremium bis zu seinem Tode an. Des Weiteren war er Mitglied des Büros des Parteikomitees im Kreis Constanța. 1975 wurde er des Weiteren Mitglied der Großen Nationalversammlung (Marea Adunare Națională) und vertrat in dieser bis zu seinem Tode den Wahlkreis Nr. 4 Mangalia. Während seiner Parlamentszugehörigkeit wurde er am 18. März 1975 auch Mitglied des Verteidigungsausschusses.